# Список послов СССР и России в ДР Конго
В статье представлен список послов СССР и России в Демократической Республике Конго (в 1971—1997 в Республике Заир).

## Хронология дипломатических отношений
- 7 июля 1960 г. — установление дипломатических отношений на уровне посольств.
- 18 сентября 1960 г. — правительство СССР временно отозвало персонал советского посольства.
- 6 июля 1961 г. — возобновлена деятельность посольства.
- 21—23 ноября 1963 г. — дипломатические отношения прерваны Конго.
- 30 ноября 1968 г. — восстановлены дипломатические отношения на уровне посольств.

## Список послов
| Срок полномочий                    | Посол                              | Годы жизни | Вручение верительных грамот | Комментарии        |
| ---------------------------------- | ---------------------------------- | ---------- | --------------------------- | ------------------ |
| СССР                               |                                    |            |                             |                    |
| Июль 1960                          | Андрей Андронович Фомин            | 1918—1983  | —                           | Поверенный в делах |
| 2 августа 1960 — 18 сентября 1960  | Михаил Данилович Яковлев           | 1910—1999  | 17 августа 1960             |                    |
| 1961 — 1962                        | Леонид Гаврилович Подгорный        |            | —                           | Поверенный в делах |
| 9 августа 1962 — 19 ноября 1963    | Сергей Сергеевич Немчина           | 1912—1978  | 20 сентября 1962            |                    |
| 16 апреля 1968 — 29 декабря 1970   | Игорь Григорьевич Усачёв           | 1920—2000  | 21 июня 1968                |                    |
| 29 декабря 1970 — 24 сентября 1979 | Иван Михайлович Лавров             | 1912—1985  | 15 марта 1971               |                    |
| 24 сентября 1979 — 27 мая 1984     | Иван Иванович Марчук               | 1922—1986  | 30 октября 1979             |                    |
| 27 мая 1984 — 13 января 1986       | Владимир Герасимович Филатов       | 1931—2005  | 18 сентября 1984            |                    |
| 13 января 1986 — 1 февраля 1988    | Валентин Васильевич Солдатов       | 1926—2015  |                             |                    |
| 1 февраля 1988 — 25 декабря 1991   | Владисловас Владисловович Ионайтис | род. 1935  |                             |                    |
| Российская Федерация               |                                    |            |                             |                    |
| 25 декабря 1991 — 16 марта 1993    | Владисловас Владисловович Ионайтис | род. 1935  |                             |                    |
| 16 марта 1993 — 16 октября 1998    | Юрий Алексеевич Спирин             | род. 1939  |                             |                    |
| 16 октября 1998 — 30 сентября 2003 | Валерий Анатольевич Гамаюн         | род. 1940  |                             |                    |
| 30 сентября 2003 — 27 августа 2008 | Олег Владимирович Васнецов         | род. 1953  |                             |                    |
| 27 августа 2008 — 11 июня 2013     | Анатолий Иванович Клименко         | род. 1947  |                             |                    |
| 11 июня 2013 — 7 августа 2017      | Игорь Дмитриевич Евдокимов         | род. 1956  |                             |                    |
| 7 августа 2017 — 10 октября 2024   | Алексей Леонидович Сентебов        | род. 1965  | 16 ноября 2017              |                    |
| 10 октября 2024 — наст. время      | Карл Карлович Тихазе               | род. 1959  | 15 января 2025              |                    |